# Affenpinscher
 Der er for få eller ingen kildehenvisninger i denne artikel, hvilket er et problem. Du kan hjælpe ved at angive troværdige kilder til de påstande, som fremføres i artiklen.

Affenpinscher er en terrierlignende hunderace af typen selskabshund.

## Historie
Racen er europæisk af oprindelse og stammer fra det 17. århundrede. Dens navn kommer fra tysk affe ("abe") og pinscher ("terrier"). Racen er en forfar til Griffon Bruxellois (Brussels Griffon) og Belgian Griffon.
Hunde af Affenpinschertypen har været kendt siden 1600, men de var noget større, 30 til 33 cm, og var  grå, sort, gulbrun, "sort og tan", "grå og tan" og rød. Hvide fødder og bryst var også almindeligt. Racen var skabt til rottefangst i køkkener, lagre og stalde. 

## Udseende
Vejer 3-4 kg og skulderhøjde på 26-27 cm, har busket øjenbryn, rodet hår og et abe-agtigt udseende. Pelsen er mellemlang og grov. FCI standarden specificere at pelsen skal være sort, men AKC tillader også grå, sølv, rød, "sort og tan", og beige; andre klubber har deres egne lister af acceptable farver, men altid med sort som den foretrukne.

## Temperament
Affenpinschere har et udseende som ligner terriere. Men de er forskellige fra terriere, men er del af pinscher-schnauzer undergruppen af gruppe 2 i FCI klassifikationen. De er aktive, eventyrlystne, nysgerrige og stædige, men de kan også lide sjov og leg. Racen har selvtillid, er livlig, holder at sine familiemedlemmer og beskytter dem. Den loyale lille hund kan lide at være med sin familie. Den har behov for vedvarende stram træning, for nogle kan være meget svære at gøre lydige. Træning skal være varieret, fordi hunden ellers nemt kan komme til at kede sig.
Affenpinschere opfatter deres legetøj og mad som deres territorium, så derfor kan racen ikke anbefales for meget små børn. Den er for det meste stille, men kan blive meget ophidset, hvis bliver angrebet eller truet og viser ingen frygt overfor en angriber. Den er bedst egnet til en familie som kan lide underholdning og har humor.

## Helbred
Den kan forventes at leve i 14-15 år. Det er en af de sundeste hunderacer og har ikke nogle kendte genetiske helbredsproblemer.
| Dyr | Spire Denne artikel om dyr er en spire som bør udbygges. Du er velkommen til at hjælpe Wikipedia ved at udvide den. |